# Wings (serie televisiva 1990)
Wings è una serie televisiva statunitense in 172 episodi trasmessi per la prima volta nel corso di 8 stagioni dal 1990 al 1997. In Italia viene trasmessa su Italia 1 dal 13 febbraio 1995.

## Trama
I fratelli Joe e Brian Hackett gestiscono una piccola compagnia aerea privata, la Sandpiper Air, nell'aeroporto Tom Nevers Field di Nantucket, nel Massachusetts. 

## Personaggi
- Joe Montgomery Hackett (172 episodi, 1990-1997), interpretato da Tim Daly.
- Brian Michael Hackett (172 episodi, 1990-1997), interpretato da Steven Weber.
- Helen Chapel (172 episodi, 1990-1997), interpretata da Crystal Bernard.
- Roy Biggins (172 episodi, 1990-1997), interpretato da David Schramm.
- Fay Evelyn Schlob Dumbly DeVay Cochran (172 episodi, 1990-1997), interpretata da Rebecca Schull.
- Antonio Scarpacci (144 episodi, 1991-1997), interpretato da Tony Shalhoub.
- Lowell Mather (123 episodi, 1990-1995), interpretato da Thomas Haden Church.
- Casey Chapel Davenport (74 episodi, 1994-1997), interpretato da Amy Yasbeck.
- Alex Lambert (35 episodi, 1992-1995), interpretata da Farrah Forke.
- Budd Bronski (8 episodi, 1995-1996), interpretato da Brian Haley.
- Davis Lynch (5 episodi, 1993-1996), interpretato da Mark Harelik.
- Kenny McElvey (5 episodi, 1990-1991), interpretato da Michael Manasseri.
- AeroMass Gal (5 episodi, 1992-1993), interpretata da Trish Monaco.
- Bunny Mather (4 episodi, 1991-1993), interpretata da Laura Innes.
- Mr. Stubbs (4 episodi, 1990-1995), interpretato da Charles Dugan.

## Produzione
La serie, ideata da David Angell, Peter Casey e David Lee, fu prodotta da Grub Street Productions e Paramount Television e girata a Hollywood e a Los Angeles in California e a Nantucket in Massachusetts.

### Registi
Tra i registi della serie sono accreditati:
- Andy Ackerman (46 episodi, 1991-1994)
- Jeff Melman (40 episodi, 1994-1997)
- Leonard R. Garner Jr. (33 episodi, 1992-1997)
- Noam Pitlik (27 episodi, 1990-1991)
- Peter Bonerz (11 episodi, 1994)
- David Lee (4 episodi, 1992-1994)
- Rick Beren (4 episodi, 1995)
- Darryl Bates (3 episodi, 1996-1997)
- Joyce Gittlin (2 episodi, 1996)

## Distribuzione
La serie fu trasmessa negli Stati Uniti dal 1990 al 1997 sulla rete televisiva NBC. In Italia è stata trasmessa su Italia 1 con il titolo Wings.
Alcune delle uscite internazionali sono state:
- negli Stati Uniti il 19 aprile 1990 (Wings)
- in Francia il 11 maggio 2001 (Wings)
- in Germania Ovest (Überflieger)
- in Venezuela (Alas)
- in Spagna (Dos en el aire)
- in Polonia (Skrzydla)
- in Svezia (Vingar)
- in Italia (Wings)

## Episodi
| Stagione         | Episodi | Prima TV USA | Prima TV Italia |
| ---------------- | ------- | ------------ | --------------- |
| Prima stagione   | 6       | 1990         | 1995            |
| Seconda stagione | 22      | 1990-1991    |                 |
| Terza stagione   | 22      | 1991-1992    |                 |
| Quarta stagione  | 22      | 1992-1993    |                 |
| Quinta stagione  | 24      | 1993-1994    |                 |
| Sesta stagione   | 26      | 1994-1995    |                 |
| Settima stagione | 26      | 1995-1996    |                 |
| Ottava stagione  | 24      | 1996-1997    |                 |